# War dialing
War dialing lub wardialing to technika polegająca na użyciu modemu do automatycznego skanowania listy numerów telefonicznych, zazwyczaj poprzez dzwonienie pod każdy lokalny numer celem poszukiwania komputerów, serwisów BBS lub faksów. Hakerzy używali zdobytych w ten sposób informacji do różnych celów.  
Dzwoniący komputer wybierał nieznany numer czekając zwykle do dwóch dzwonków, ponieważ inne komputery podłączone do sieci telefonicznej odbierały zazwyczaj natychmiast.  Jeśli telefon dzwonił dwa razy komputer przerywał próbę i wybierał następny numer, podobnie jak po odebraniu przez człowieka lub automatyczną sekretarkę.  Natomiast w przypadku odebrania połączenia przez komputer wyposażony w modem lub faks numer był dopisywany do listy.  Zależnie od pory dnia, próba polegająca na sprawdzeniu 10 000 numerów mogła zdenerwować tuziny lub setki osób, które albo nie zdążyły odebrać połączenia, albo też odebrały je tylko po to, by usłyszeć rozłączającego się "rozmówcę" po drugiej stronie.
Nazwa tej techniki została zaczerpnięta z filmu Gry wojenne z 1983 roku, w którym to główny bohater zaprogramował swój domowy komputer tak, aby ten przeskanował wszystkie numery telefoniczne w Sunyvalle w Kalifornii, poszukując systemów komputerowych podłączonych do linii telefonicznej. Niedługo potem odpowiednie programy zaczęły pojawiać się w serwisach BBS.
Wardriving – popularna obecnie technika polegająca na skanowaniu otoczenia w poszukiwaniu sieci bezprzewodowych, w szczególności niezabezpieczonych, nawiązuje swoją nazwą do wardialingu.